# Silene dioica
Silene  dioica, sin. Melandrium rubrum, es una especie de planta de flores perteneciente a la familia Caryophyllaceae, nativa del centro, norte y oeste de Europa y localmente en el sur de Europa. En España en los Pirineos.

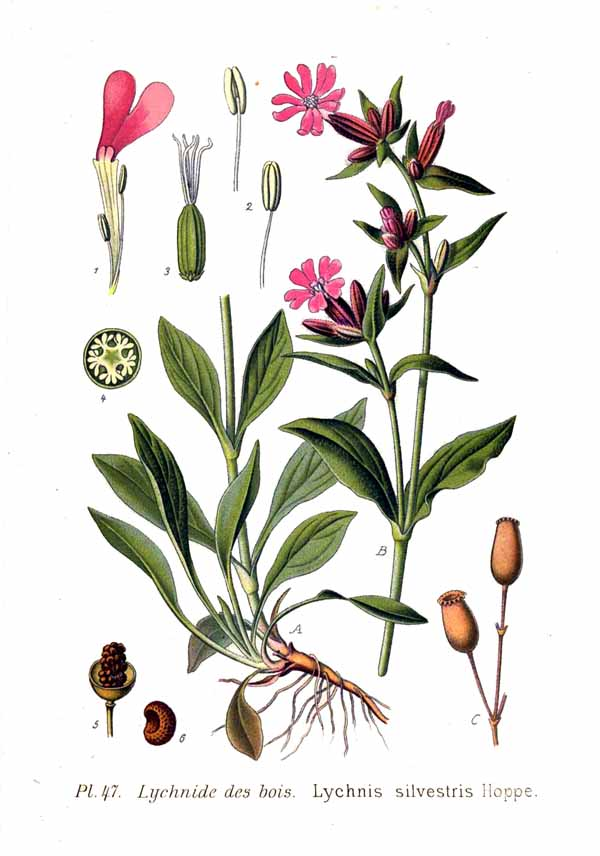
Ilustración

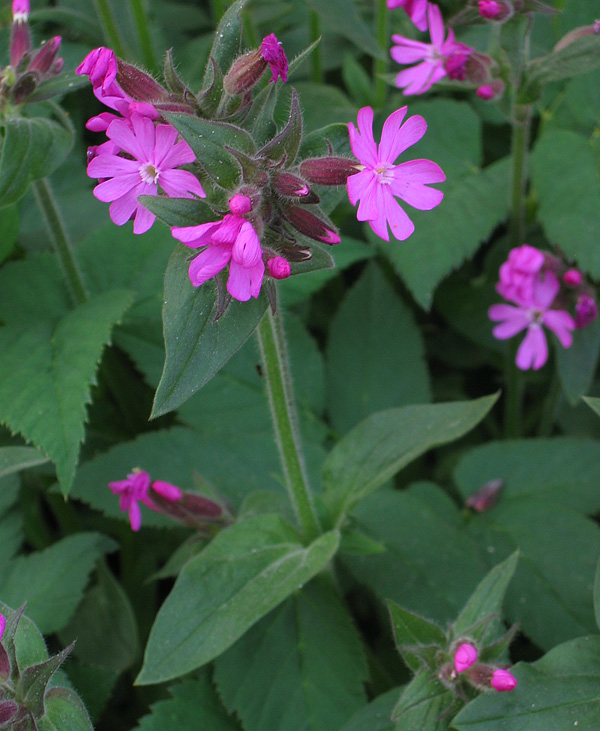
Detalle de hojas y flores

## Descripción
Es una planta herbácea bienal o perenne con flores de color rosa fuerte a rojo, cada una de 1.8-2.5 cm de largo. Tienen cinco pétalos que tienen una depresión al final, estrechándose en la base.  Alcanza los 30-90 cm, con tallos ramificados. Las hojas verdes son opuestas, simples y ovadas de 3-8 cm de longitud. Los tallos y las hojas tienen vellosidad. El fruto es una cápsula ovoide, conteniendo numerosas semillas. 

## Taxonomía
Silene dioica fue descrita por (L.) Clairv. y publicado en Manuel d'Herborisation en Suisse et en Valais 146. 1811.
Etimología
El nombre del género está ciertamente vinculado al personaje de Sileno (en griego Σειληνός; en latín Sīlēnus), padre adoptivo y preceptor de Dionisos, siempre representado con vientre hinchado similar a los cálices de numerosas especies, por ejemplo Silene vulgaris o Silene conica. Aunque también se ha evocado (Teofrasto via Lobelius y luego  Linneo)  un posible origen a partir del Griego σίαλoν, ου, "saliva, moco, baba", aludiendo a la viscosidad de ciertas especies, o bien σίαλος, oν, "gordo", que sería lo mismo que la primera interpretación, o sea, inflado/hinchado.

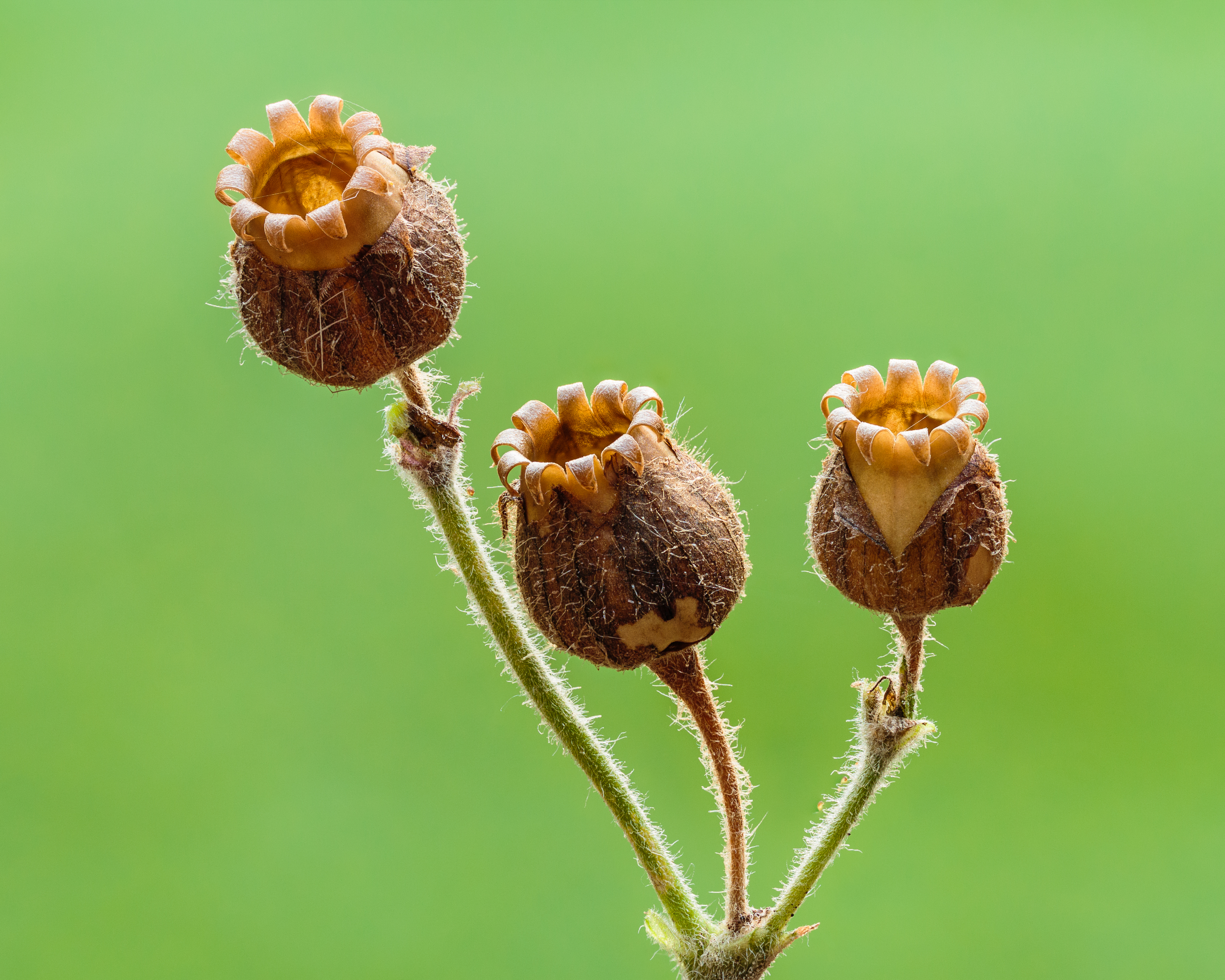
Vainas de semillas de un Silene dioica.

dioica; epíteto latino que significa  "(lit. 2 casas que se refieren a partes masculinas y femeninas en diferentes plantas)"
Sinonimia
- Agrostemma sylvestris (Schkuhr) G.Don
- Lychnis dioica L.	basónimo
- Lychnis rubra Patze, E.Mey. & Elkan
- Lychnis sylvestris Schkuhr
- Melandrium dioicum (L.) Coss. & Germ.
- Melandrium dioicum subsp. rubrum D.Löve
- Melandrium diurnum Fr.
- Melandrium intermedium Schur
- Melandrium pratense Röhl.
- Melandrium purpureum Rupr.
- Melandrium rubrum Garcke
- Melandrium stenophyllum Schur
- Melandrium sylvestre (Schkuhr) Röhl.
- Saponaria dioica (L.) Moench
- Silene diurna Gren. & Godr.
- Silene hornemannii Fenzl
- Silene rubra E.H.L.Krause[3]
- Agrostemma dioicum (L.) G.Don
- Lychnis diurna Sibth.
- Melandrium pratense var. paui Lomax
- Silene sylvestris (Schkuhr) Clairv.[4]

## Nombre común
- Castellano: borbonesa, carapitera, doble campeón, jabonera blanca.[4]